# Borski III

Herb Borski III, wersja najpowszechniejsza

Borski III (Borsky, Burski) – kaszubski herb szlachecki. Ze względu na specyficzną historię regionu, mimo przynależności do Rzeczypospolitej, rodzina i herb nie zostały odnotowane przez polskich heraldyków.

## Opis herbu
Według Przemysława Pragerta herb występował w co najmniej czterech wariantach. Opisy z wykorzystaniem zasad blazonowania, zaproponowanych przez Alfreda Znamierowskiego:
Borski III: W polu błękitnym półksiężyc srebrny z twarzą, nad którym lilia srebrna. W klejnocie nad hełmem bez korony trzy gwiazdy złote w pas, nad nimi półksiężyc jak w godle, nad którego rogami po strzale złotej. Labry błękitne, podbite srebrem.
Borski IIIa: Półksiężyc jest bez twarzy, złoty. W klejnocie nad hełmem bez korony półksiężyc złoty, obejmujący trzy takież gwiazdy (2 i 1), nad jego rogami po strzale srebrnej.
Borski IIIb: Gwiazdy w klejnocie są w półokrąg, strzały na opak, półksiężyc między nimi.
Borski IIIc: Zamiast lilii kwiat z listkami (lilia naturalna?). Strzały w klejnocie na opak, w skos i skos lewy. Barwy nieznane.

## Najwcześniejsze wzmianki
Herb w wariancie pierwszym pojawił się w Nowym Siebmacherze i Pommersches Wappenbuch Bagmihla.  Warianty drugi i trzeci wymieniane tylko przez Nowego Siebmachera. Wariant trzeci widnieje na mapie Pomorza Lubinusa z 1618, możliwe, że jest to najstarsza forma tego herbu.

## Rodzina Borski
Herb używany przez rodzinę Borskich osiadłych w powiecie lęborskim. Pierwsze wzmianki o nich pochodzą z 1575, kiedy Baltazar, Phillip i Thomas Borsken otrzymali potwierdzenie lenna z części Dziechlina. Rodzina miała też posiadać dział w Bargędzinie. Bagmihl i Siebmacher stwierdzili, że rodzina ta wygasła (bez podania daty), ale np. w Nowym Siebmacherze wymienia się pruskich żołnierzy Borskich w XIX wieku, używających herbu z księżycem i lilią. Żernicki stwierdził, że Borscy ci używali przydomku Habicht, jak twierdzi Pragert, błędnie.
Istniały inne rodziny o nazwisku Borski, mieszkające w tej samej okolicy, używające innych herbów (Borski, Borski II). Ponieważ heraldycy często mieszali te rodziny, ciężko jest określić, który konkretny Borski używał danego herbu.

## Herbowni
Borski (Borsky, Burski).